# Ємність для калу
Ємність для калу — спеціальна герметична стерильна апірогенна нетоксична ємність, що призначена для забору, надійного зберігання і зручного транспортування калу для медико-біологічних досліджень. Ємності для калу, зазвичай, одноразового використання. Сучасні ємності для калу виготовляють з поліпропілена, вони містять вмонтовану ложку для безпосереднього забору і етикетку з полями для заповнення інформацією ідентифікаційного характеру (зазвичай — ПІБ і адреса пацієнта, ПІБ лікаря та дата забору). Забір калу у ємність для калу відбувається одразу після процесу природної мимовільної дефекації. До лабораторії кал повинен доставлятися не менше ніж через 12 годин після дефекації. Після лабораторного дослідження, на основі зібраної інформації створюється копрограма.